# Namaceae
Namaceae, porodica u redu Boraginales; ponekad se drži za potporodicu boražinovki, Namoideae. Sastoji se od četiri roda iz Sjeverne, Srednje i Južne Amerike.
Ime dolazi po rodu Nama. Molinari 2016. opisuje ju kao posebnu porodicu

## Rodovi
1. Eriodictyon Benth.
2. Nama L.
3. Turricula J.F.Macbr.
4. Wigandia Kunth